# 高陽ニュータウン
高陽ニュータウン（こうようニュータウン）は広島県広島市安佐北区に位置するニュータウンである。

## 概要
広島県住宅供給公社が開発。造成時期・エリアの違いによってA団地・B団地・C団地の通称が設けられており、おおむね次のエリアに相当する。
- 高陽A団地 - 真亀・亀崎
- 高陽B団地 - 落合
- 高陽C団地 - 倉掛

ニュータウン内の人口は、中国新聞の報道によれば、平成24年9月末現在で17,432人である。

## 地理
広島市北部、太田川の左岸に位置する旧安佐郡高陽町一帯の丘陵地を造成して建設されたニュータウン。
広島市郊外に造成されたニュータウン群の中では最初期の事例。
現在の住所には住居表示実施に伴い大半の区域で「高陽」の地名がないが（そもそも「高陽」の呼称自体が瑞祥地名）、住居表示実施前の町名は「安佐北区高陽町○○」と称していた。

## 歴史
千里ニュータウン（大阪）、多摩ニュータウン（東京）に次いで、3番目に高陽ニュータウン（広島）が完成した。
開発が決定した1971年には、中国、四国、九州で最大の団地だと宣伝されていた。
田中角栄の日本列島改造論が出た1972年に造成が開始された。
- 1971年 - 開発決定
- 1972年 - 造成開始
- 1974年 - 分譲開始
- 1981年 - フジグラン高陽オープン
- 1990年 - 分譲終了
- 1992年 - 人口がピークの22,212人

## 交通

### 鉄道
- JR西日本芸備線
  - （広島駅 - 矢賀駅 - 戸坂駅） - 安芸矢口駅 - 玖村駅 - 下深川駅 - 中深川駅 - （上深川駅 - 狩留家駅 - 三次駅方面）

### バス
- 30,32,33号 雲芸南線（中国JRバス[2]）：（研創前 / ）高陽車庫 - （地区センター - 近隣センター） - （諸木） - 下岩の上 - （矢口が丘上） - 矢口 - 千足・不動院・新白島駅・広島バスセンター・広島駅方面
- 30,32,33号 深川線（広島交通[3]）：高陽ニュータウン方面 - 千足・不動院・新白島・広島バスセンター・広島駅方面
  - 可部経由 大林・桐陽台系統：大林車庫・桐陽台駐車場・可部中央・可部駅前方面 - 下深川 - 中深川 - （高陽車庫・地区センター / 諸木峠） - 諸木 - 下岩の上 - 矢口 - 広島バスセンター方面
  - 高陽A団地系統：高陽車庫 - 地区センター - 下深川駅前 - 近隣センター - 諸木 - 下岩の上 - 矢口 - 広島バスセンター方面
  - 高陽B団地系統：高陽車庫 - 地区センター - 近隣センター - 玖村駅前 - 新玖村橋 - 下岩の上 - 矢口 - 広島バスセンター方面
  - 高陽C団地系統：高陽車庫 - 高陽東高校前 - 諸木 - 下岩の上 - 矢口 - 広島バスセンター方面
  - 矢口が丘・深川台系統：（深川台・中深川方面 - ）（高陽車庫） - （諸木峠 / 地区センター / 高陽東高校前） - 諸木 - 下岩の上 - （矢口が丘上） - 矢口 - 広島バスセンター方面
  - 矢口が丘・高陽台系統：高陽台 - 下岩の上 - （矢口が丘上） - 矢口 - 広島バスセンター方面
- 71-6号 川内線（広島交通）：矢口駅前 - 安佐大橋 - 下古市・横川駅前・紙屋町・八丁堀・広島駅方面
- 高陽・毘沙門台線（広島交通）：高陽車庫 - 高陽東高校前 - 地区センター - 近隣センター - 玖村駅前 - 八木梅林・中緑井（緑井駅）・毘沙門台駐車場方面
- 緑井・高陽・北部医療センター線（広島交通）：北部医療センター・可部中央方面 - 地区センター - 新玖村橋 - 下岩の上 - 矢口 - 矢口駅前 - 中緑井（緑井駅前）方面
- 可部・高陽団地線（広島交通）：高陽車庫 - 地区センター - 下深川駅前 - 近隣センター - 高陽東高校前 - 高陽車庫 - 中深川 - 下深川 - 可部中央・桐陽台駐車場方面
- 井原線 新玖村駅-上井原系統（広交観光[4]）：新玖村橋 - 玖村駅前 - 近隣センター - 地区センター - 高陽車庫 - 中深川 - 上深川駅前・上井原方面
- 井原線 上井原-北部医療センター系統（広交観光）：北部医療センター・可部中央方面 - 地区センター - 高陽車庫 - 中深川 - 上深川駅前・上井原方面
- 29号 深川線（広島バス[5]）：地区センター - 諸木峠 - 中深川 - 住田橋北・小河原車庫方面

### 道路
- 広島県道37号広島三次線（高陽中央通り）
- 広島県道70号広島中島線（深川通り）
- 広島県道271号八木広島線
- 広島県道459号矢口安古市線

## 主な施設

### 公共施設
- 広島市高陽公民館
- 広島市真亀公民館
- 広島市倉掛公民館
- 広島市口田公民館

### 学校

#### 高等学校
- 広島県立高陽高等学校
- 広島県立高陽東高等学校

#### 中学校・小学校
- 広島市立高陽中学校
  - 広島市立狩小川小学校（ニュータウンエリアの外側に位置。）
  - 広島市立深川小学校
- 広島市立落合中学校
  - 広島市立真亀小学校
  - 広島市立落合東小学校
- 広島市立亀崎中学校
  - 広島市立亀崎小学校
  - 広島市立倉掛小学校
- 広島市立口田中学校
  - 広島市立落合小学校
  - 広島市立口田小学校
  - 広島市立口田東小学校

### 商業施設
- マックスバリュ高陽店（ザ・ビッグ高陽店から業態転換）
- フジグラン高陽
- アクロスプラザ高陽
- エディオン高陽店（2012年9月15日にデオデオ高陽店から業態転換）

### 医療施設
- 高陽ニュータウン病院
- 高陽中央病院